# ميكيو ناروسي
ميكيو ناروسي (باليابانية: 成瀬 巳喜男)(20 أغسطس 1905 - 2 يوليو 1969) هو مخرج وكاتب سيناريو ومنتج ياباني، يُعرف ناروسي بأنه يصب في أفلامه نظرة قاتمة ومتشائمة. و لا تزال أعماله أقل شهرة خارج اليابان.
ومن بين أكثر أفلام ناروسي الأكثر  شهرة أفلام الأقحوان المتأخرة (1954)، والغيوم العائمة (1955)، و عندما تصعد المرأة الدرج (1960) والكثير من الأعمال المهمة في تاريخ السينما أشار أكيرا كوروساوا إلى أسلوب ناروسي في الميلودراما بأنه «مثل نهر عظيم بسطح هادئ وتيار هائج في أعماقه».

## حياته
ولد ميكيو ناروسي في طوكيو عام 1905. لعدة سنوات عمل في شركة شوتشيكو للأفلام تحت إشراف شيرو كيدو كمدير للممتلكات ولاحقًا كمساعد مخرج. لم يُسمح له بإخراج فيلم في شوتشيكو حتى عام 1932 عندما قدم فيلمه الأول ابن الزوج.
قام بدمج الميلودراما مع التهريج في محاولة لتلبية المطالب التي حددها استوديو كاماتا شوتشيكو، الذي أراد مزيجًا من الضحك والضحك دموع. وفي عام 1933، استقال من شوتشيكو، وبدأ العمل في شركة مختبرات الصور الكيميائية (المعروفة فيما بعد باسم توهو) وهي أحد أشهر الشركات اليابانية السينمائية.
أول فيلم كبير له كان زوجة! كوني مثل الوردة!. حيث اختياره كأفضل فيلم لهذا العام من قبل مجلة كينيما جونبو، وكان أول فيلم ياباني يحصل على عرض مسرحي في الولايات المتحدة. يتناول الفيلم شابة هجر والدها أسرته قبل سنوات عديدة من أجل الجيش.
في سنوات الحرب مر ناروسي بانفصال بطيء مع زوجته ساشيكو شيبا. حيث قال ناروسي أنه دخل فترة من الاكتئاب الشديد نتيجة لذلك. في فترة ما بعد الحرب، تعاون مع الآخرين في كثير من الأحيان، وكتابة نصوصه الخاصة في كثير من الأحيان. وكان فيلم السحب المتناثرة (1967) فيلمه الأخير، ويعتبر أحد أعظم أعماله. وهو حكاية حب مستحيل بين أرملة والسائق الذي قتل زوجها بطريق الخطأ، تم تصويره قبل عامين من وفاته.

## نمط أفلامه
يُعرف ناروسي بأنه يجسد بشكل خاص المفهوم الياباني للأحادية التي لا تعرف، والوعي بعبور الأشياء، والحزن اللطيف على رحيلها. كان ناروسي خجولًا وقليل من أقرب مساعديه يعرفه جيدًا. تذكر هيديكو تاكامين ، الذي لعب دور البطولة في الكثير من أفلامه «أثناء تصوير الفيلم، لم يقل أبدًا ما إذا كان أي شيء جيدًا أو سيئًا أو ممتعًا أو مبتذلاً. لقد كان مخرجًا غير مستجيب تمامًا. لقد ظهرت في حوالي 20 من أفلام ، ومع ذلك لم تكن هناك أي حالة أعطاني فيها أي تعليمات بالتمثيل».
كانت بطلاته عادة من النساء وامتدت دراساته عن تجربة الإناث إلى مجموعة واسعة من الأوساط الاجتماعية والمهن والمواقف. كان عدد من هذه الأفلام مقتبسًا من روائي واحد، هو فوميكو هاياشي، الذي بدا أن نظرته المتشائمة تتطابق مع نظرته. من عملها ، أنتج أفلامًا عن الشغف غير المتبادل ( الغيوم العائمة 1955)، والعائلات التعيسة والزواج الذي لا معنى له ( Repast 1951 ، الزوجة 1953 ، Lightning 1952) وأفلام أخرى عن النضال ضد الصعوبات المادية والقمع الاجتماعي ( أواخر الأقحوان 1954). ربما ليس من المستغرب أن يكون المال بحد ذاته موضوعًا رئيسيًا في هذه الأفلام، وربما يعكس تجربة ناروسي الطفولة الخاصة بالفقر.

## وصلات خارجية
ميكيو ناروسي على imdb